# Szóalakpár
A nyelvészetben a szóalakpár (idegen szóval dublett) terminus egy bizonyos szó két olyan alakját nevezi meg, amelyek egy időben léteznek egy adott nyelvben. A szóalakpárok létezése a nyelvi variativitás egyik aspektusa.
Ritkábban nem párról van szó, hanem kettőnél több alakról.
Egyes nyelvek nyelvészetében, mint a magyaré vagy a horváté inkább szinkrón nézetben kezelik a szóalakpárok kérdését, másokéban, mint az újlatin nyelveké vagy az angolé, inkább diakrón nézetben.
Több nyelvész kiterjeszti az ilyen párok fogalmát a toldalékokra is (lásd az alábbi szakaszokat).

## A szóalakpár szinkrón nézetben
Ebben a nézetben a szóalakpárokat a nyelv aktuális állapotában vizsgálják abból a szempontból, hogy milyen természetű különbségek vannak a tagjaik között.
Egyes párok tagjai között nincs sem lexikai jelentésüket, sem nyelvtani jelentésüket, sem nyelvváltozatokban való használatukat érintő különbség, hanem csak hangzási eltérés van. Ez állhat abból, hogy:
- egy vagy több beszédhang különbözik:
  - (magyarul) fel – föl;[6]
  - (horvátul) istežljiv – istezljiv ’kinyújtható’;[7]
  - (franciául) béer – bayer ’(ki)tátja (a száját)’;[2]
  - (románul) adineaori – adineauri ’az előbb’[8]
- egy vagy több beszédhang csak az egyik tagban van meg:
  - (angolul) haplology – haplogy ’haplológia’;[9]
  - (franciául) morphophonologie – morphonologie ’morfofonológia’;[10]
  - (olaszul) oscuro – scuro ’sötét’ (melléknév);[11]
  - (horvátul) -oga – -og, a melléknevek hímnem és semlegesnem egyes szám birtokos esetének a ragja, pl. a dobroga – dobrog ’a jó (vmije)’.[12]

Olyan nyelvekben, amelyekben a hangsúly helye nem kötött, ez különbözhet szóalakpárokban:
- (horvátul) brodovlasnik – brodovlasnik ’hajótulajdonos’;[13]
- (oroszul) одновременно (odnovremenno) – одновременно (odnovremenno) ’egyidejűleg’;[14]
- (románul) antic – antic ’ókori’.[15]

Más szóalakpárok tagjainak a jelentése nem különbözik, de hangzási különbségen kívül megoszlik a használatuk is nyelvváltozattól függően:
- (magyarul) fecske (sztenderd) – föcske (nyelvjárási);[16]
- (franciául) autobus (hivatalos nyelv) – bus (szokásos nyelvi regiszter);[11]
- (angolul) opossum (sztenderd brit angol) – possum (amerikai, ausztráliai és új-zélandi bizalmas regiszter) ’oposszum’;[17]
- (románul) astâmpăra (sztenderd) – stâmpăra (népi regiszter) ’enyhít, csillapít’[18]
- (szerbül) koleno – koljeno ’térd’ (különböző régiókban, de mindkettő sztenderd).[19]

## A szóalakpár diakrón nézetben
Ebben a nézetben a közöttük meglévő különbségek vizsgálata mellett arra helyezik a hangsúlyt, hogy a szóalakpárok tagjai mely nyelvből vagy nyelvekből származnak, és hogyan, valamint a nyelv mely időszakában jelentek meg az adott nyelvben. Ezekre használják a francia doublet terminust, az angol szakirodalomban is, valamint a románban is dublet alakban.
Az ilyen párok több kategóriára oszthatók.

### A szóalakpár tagjai a már kialakult nyelvben fejlődtek ki
Ebben az esetben az alapszó lehet az alapnyelvből örökölt vagy viszonylag régi jövevényszó. Vannak olyan párok, amelyek tagjai csak hangalakjukban különböznek, de jelentésük és használatuk ugyanaz, például:
- (magyarul) seper – söpör;[20]
- (franciául) béer – bayer ’(ki)tátja (a száját)’ (< latin *batare).[2]

Más párok tagjainak lexikai jelentése nem különbözik ugyan, de grammatikai használatuk igen. Egyes ilyen párok egyik tagjának alakja a szó egy előbbi időszakban elért stádiumát őrzi meg, mint a másik. Ez egyes francia melléknevek esete, melyeknek két hímnemű alakja van. A régebbi alak csak olyan főnév jelzője lehet, amely utána áll és magánhangzóval kezdődik, a másik pedig névszói állítmány névszói részeként vagy mássalhangzóval kezdődő utána álló szó jelzőjeként használható, pl. le nouvel an ’az új év’ – un nouveau début ’új kezdet’. Szintén grammatikai használata különbözik egyes személyes névmások kétféle alakjainak. Ilyen a moi ’én, engem’ – me ’engem, nekem’ pár. Az egyik tagja többnyire hangsúlyos és nem igéhez kötött, a másik hangsúlytalan és csak ige előtt használják. A személy kiemelése céljából sokszor ugyanabban a mondatban is megjelennek: Moi, il me connaît ’Engem ismer’.
Megint más párok tagjai az alapszó két különböző grammatikai alakjából származnak, és jelentésük, valamint grammatikai használatuk is különbözik. Ilyen a latin hominem (tárgyeset) francia > homme ’ember, férfi’ – homo (alanyeset) > on (személyes határozatlan névmás), pl. Qu'est-qu'on peut faire ? ’Mit tehet az ember?’
A magyar nyelvészetben szóhasadásnak nevezik azt a folyamatot, amely során a szóalakpár tagjai többé-kevésbe különböző lexikai jelentéseket vesznek fel. Hangalaki szempontból egyes párok tagjai között hangrendi különbség van, pl. kavar – kever, mások között egyéb fonetikai különbségek: csekély – sekély, bozótos – bozontos, kamara – kamra. Jelentésük szempontjából egyesek között még érződik valamelyes hasonlóság (pl. csekély – sekély), mások között már nem, pl. csillog – sajog.

### A egyik tag örökölt, a másik az alapnyelvből átvett
Az újlatin nyelvekben vannak olyan szavak, amelyek kétféleképpen jelentek meg ezekben a nyelvekben: előbb a latin nyelvből való kifejlődés útján, később pedig, miután már a nyelvek teljesen kialakultak, jövevényszavakként ugyancsak a latinból. Az örökölt szó viszonylag jelentősen megváltozott az nyelvtörténet során, viszont az átvett párja közelebb áll az alapszóhoz alakja és jelentése szempontjából. Ilyenek az alábbiak:
- (franciául):

navigare > nager ’úszik’ – naviguer ’hajózik’;
dis- prefixum > dé- (décharger ’kirak’ (járművet) – dis- (disparaître ’eltűnik’);
- (olaszul) occasionem > cagione ’ok’ – occasione ’alkalom';[11]
- (románul) densus > des ’sűrű’ (pl. erdő) – dens ’sűrű’ (pl. anyag).[23]

### Az egyik tag az alapnyelvből, a másik idegen nyelvből származik
Ez az angol wine ’bor’ – vine ’szőlő’ (a növény) esete. Tagjainak eredeti szava a latin vinum, de az első tag előbb a protogermánba ment át, és ebből az óangol nyelv örökölte, a másodiknak pedig az ófrancia vigne ’szőlő’ a közvetlen alapszava.
Különösebb eset azon francia szavaké, amelyeket átvett az angol, de később visszakerültek a franciába, és így keletkeztek szóalakpárok ebben a nyelvben. Például miközben az ófrancia tonel ’hordó’ a modern franciáig érve a tonneau alakra fejlődött megőrizve jelentését, az angolban a tonel a tunnel alakot vette fel, és jelentése ’alagút’ lett. Ezzel a jelentéssel vette vissza a francia.

### Mindkét tag ugyanabból az idegen nyelvből származik
Egyes párok tagjai két ugyanabból a nyelvből származó jövevények, de más-más időszakban kerültek a nyelvbe. Ilyenek az angol poison ’méreg’ – potion ’gyógyital’. Mindkettő alapszava a latin potionem. Az első a latinból való fejlődés során került a franciába, a másodikat a francia átvette a latinból. Az elsőt az angol az ófranciából, a másodikat pedig a klasszikus franciából vette át.

### A tagok különböző idegen nyelvekből származnak
Két különböző nyelvből átvett jövevények is lehetnek szóalakpár tagjai.
- A perzsa diwan szó átkerült a török nyelvbe divān alakban, és az arab nyelvbe diouân-ként. Az előbbit a francia a törökből vette át divan alakban és ’dívány’ jelentéssel. A másik előbb az óolaszba került doana alakban és ’vám’ jelentéssel, majd a franciába douane-ként ugyanazzal a jelentéssel.[2]
- A román nyelvjárási golub ’galamb’ szó valamelyik délszláv nyelvből származik, párja, hulub pedig az ukrán nyelvből. Olyan régiókban vannak meg, amelyek közel vannak az átadó nyelvek területéhez.[23]

Idesorolhatók a magyar nyelvben olyan szóalakpárok, mint imázs (a franciából) – imidzs (az angolból), vagy sztenderd (az angolból) – standard (a németből).